# Brandenbourg
Brandenbourg är en ort i Luxemburg.   Den ligger i distriktet Diekirch, i den norra delen av landet, 30 kilometer norr om huvudstaden Luxemburg. Brandenbourg ligger 303 meter över havet och antalet invånare är 193.
Terrängen runt Brandenbourg är huvudsakligen kuperad, men österut är den platt.  Närmaste större samhälle är Diekirch, 5,1 kilometer söder om Brandenbourg.
I omgivningarna runt Brandenbourg växer i huvudsak blandskog. Runt Brandenbourg är det tätbefolkat, med 286 invånare per kvadratkilometer.